# Sains-en-Gohelle
 Sains-en-Gohelle  es una población y comuna francesa, situada en la región de Norte-Paso de Calais, departamento de Paso de Calais, en el distrito de Lens y cantón de Sains-en-Gohelle.

## Demografía
| 5236 | 5328 | 5175 | 5573 | 6020 | 6072 |
| Para los censos de 1962 a 1999 la población legal corresponde a la población sin duplicidades (Fuente: INSEE [Consultar]) |      |      |      |      |      |